# Campionato mondiale di hockey su ghiaccio Under-20 2004
Il 28º Campionato mondiale di hockey su ghiaccio U-20 è stato assegnato dall'International Ice Hockey Federation alla Finlandia, che lo ha ospitato nelle città di Helsinki e Hämeenlinna nel periodo tra il 26 dicembre 2003 e il 5 gennaio 2004. Questa è la quinta volta che il torneo viene ospitato nel paese scandinavo dopo i campionati del 1980, del 1985, del 1990 e del 1998. Nella finale gli Stati Uniti hanno sconfitto il Canada per 4-3 e si sono aggiudicati la loro prima medaglia d'oro nella storia del Mondiale U-20, dopo aver conquistato l'ultima medaglia nel 1997.

## Campionato di gruppo A

### Stadi
- La Helsingin jäähalli di Helsinki è un palazzetto indoor costruito nel 1966 ed ospita le partite casalinghe dell'HIFK, squadra militante nella Liiga finlandese. Possiede 8.200 posti a sedere.
- La Ritari-areena di Hämeenlinna è un'arena coperta dedicata all'hockey su ghiaccio, sede delle gare interne dell'HPK, squadra della Liiga. Costruita nel 1979 essa può contenere 5.360 spettatori.

### Partecipanti
Al torneo prendono parte 10 squadre:
| 8 dall'Europa     | Austria    | Finlandia   | Rep. Ceca | Russia  |
| 8 dall'Europa     | Slovacchia | Svezia      | Svizzera  | Ucraina |
| 2 dal Nordamerica | Canada     | Stati Uniti |           |         |

### Gironi preliminari
Le dieci squadre partecipanti sono state divise in due gironi da 5 cinque squadre ciascuno: le compagini che si classificano al primo posto nel rispettivo girone si qualificano direttamente alle semifinali. La seconda e la terza classifica di ciascun raggruppamento disputano invece i quarti di finale. La quarta e la quinta giocano infine un ulteriore girone al termine del quale le ultime due classificate vengono retrocesse in Prima Divisione.

#### Girone A
| Hämeenlinna 26 dicembre 2003, ore 15:00 UTC+2 | Slovacchia | 2 – 2 (0-1; 1-0; 1-1) referto | Russia | Ritari-areena (3.884 spett.) |

| Hämeenlinna 26 dicembre 2003, ore 18:30 UTC+2 | Austria | 0 – 8 (0-2; 0-3; 0-3) referto | Stati Uniti | Ritari-areena (3.947 spett.) |

| Hämeenlinna 27 dicembre 2003, ore 16:00 UTC+2 | Svezia | 7 – 0 (1-0; 1-0; 5-0) referto | Austria | Ritari-areena (741 spett.) |

| Hämeenlinna 28 dicembre 2003, ore 15:00 UTC+2 | Stati Uniti | 5 – 0 (1-0; 1-0; 3-0) referto | Slovacchia | Ritari-areena (3.938 spett.) |

| Helsinki 28 dicembre 2003, ore 18:30 UTC+2 | Russia | 5 – 3 (2-0; 0-2; 3-1) referto | Svezia | Helsingin jäähalli (2.801 spett.) |

| Hämeenlinna 29 dicembre 2003, ore 18:30 UTC+2 | Austria | 1 – 3 (0-1; 1-1; 0-1) referto | Russia | Ritari-areena (831 spett.) |

| Hämeenlinna 30 dicembre 2003, ore 16:00 UTC+2 | Stati Uniti | 4 – 3 (2-0; 1-2; 1-1) referto | Svezia | Ritari-areena (3.948 spett.) |

| Hämeenlinna 30 dicembre 2003, ore 19:30 UTC+2 | Slovacchia | 6 – 0 (1-0; 4-0; 1-0) referto | Austria | Ritari-areena (3.935 spett.) |

| Hämeenlinna 31 dicembre 2003, ore 16:00 UTC+2 | Russia | 1 – 4 (0-3; 0-1; 1-0) referto | Stati Uniti | Ritari-areena (3.874 spett.) |

| Hämeenlinna 31 dicembre 2003, ore 19:30 UTC+2 | Svezia | 0 – 1 (0-1; 1-1; 0-1) referto | Slovacchia | Ritari-areena (3.860 spett.) |

| Pos. |             | PG | V | N | P | GF | GS | DR  | Pt | Accede a             |
| 1.   | Stati Uniti | 4  | 4 | 0 | 0 | 21 | 4  | +17 | 8  | Semifinali           |
| 2.   | Slovacchia  | 4  | 2 | 1 | 1 | 9  | 7  | +2  | 5  | Quarti di finale     |
| 3.   | Russia      | 4  | 2 | 1 | 1 | 11 | 10 | +1  | 5  | Quarti di finale     |
| 4.   | Svezia      | 4  | 1 | 0 | 3 | 13 | 10 | +3  | 2  | Girone Retrocessione |
| 5.   | Austria     | 4  | 0 | 0 | 4 | 1  | 24 | -23 | 0  | Girone Retrocessione |

#### Girone B
| Helsinki 26 dicembre 2003, ore 15:00 UTC+2 | Rep. Ceca | 8 – 0 (4-0; 4-0; 0-0) referto | Ucraina | Helsingin jäähalli |

| Helsinki 26 dicembre 2003, ore 18:30 UTC+2 | Canada | 3 – 0 (1-0; 1-0; 1-0) referto | Finlandia | Helsingin jäähalli (7.561 spett.) |

| Helsinki 27 dicembre 2003, ore 16:00 UTC+2 | Svizzera | 11 – 0 (3-0; 5-0; 3-0) referto | Ucraina | Helsingin jäähalli (617 spett.) |

| Helsinki 28 dicembre 2003, ore 15:00 UTC+2 | Canada | 7 – 2 (3-1; 1-0; 3-1) referto | Svizzera | Helsingin jäähalli (1.320 spett.) |

| Hämeenlinna 28 dicembre 2003, ore 18:30 UTC+2 | Finlandia | 3 – 2 (0-2; 1-0; 2-0) referto | Rep. Ceca | Ritari-areena (4.418 spett.) |

| Helsinki 29 dicembre 2003, ore 18:30 UTC+2 | Ucraina | 0 – 10 (0-3; 0-6; 0-1) referto | Canada | Helsingin jäähalli (992 spett.) |

| Helsinki 30 dicembre 2003, ore 16:00 UTC+2 | Svizzera | 1 – 2 (1-1; 0-0; 0-1) referto | Rep. Ceca | Helsingin jäähalli (1.694 spett.) |

| Helsinki 30 dicembre 2003, ore 19:30 UTC+2 | Ucraina | 1 – 14 (0-4; 1-4; 0-6) referto | Finlandia | Helsingin jäähalli (4.271 spett.) |

| Helsinki 31 dicembre 2003, ore 16:00 UTC+2 | Rep. Ceca | 2 – 5 (0-3; 1-2; 1-0) referto | Canada | Helsingin jäähalli (2.861 spett.) |

| Helsinki 31 dicembre 2003, ore 19:30 UTC+2 | Finlandia | 2 – 0 (1-0; 0-0; 1-0) referto | Svizzera | Helsingin jäähalli (1.325 spett.) |

| Pos. |           | PG | V | N | P | GF | GS | DR  | Pt | Accede a             |
| 1.   | Canada    | 4  | 4 | 0 | 0 | 25 | 4  | +21 | 8  | Semifinali           |
| 2.   | Finlandia | 4  | 3 | 0 | 1 | 19 | 6  | +13 | 6  | Quarti di finale     |
| 3.   | Rep. Ceca | 4  | 2 | 0 | 2 | 14 | 9  | +5  | 4  | Quarti di finale     |
| 4.   | Svizzera  | 4  | 1 | 0 | 3 | 14 | 11 | +3  | 2  | Girone Retrocessione |
| 5.   | Ucraina   | 4  | 0 | 0 | 4 | 1  | 43 | -42 | 0  | Girone Retrocessione |

### Girone per non retrocedere
Le ultime due classificate di ogni raggruppamento si sfidano in un girone all'italiana di sola andata. Le prime due classificate guadagnano la permanenza nel Gruppo A, mentre le ultime vengono retrocesse in Prima Divisione. Le sfide tra squadre provenienti dallo stesso girone si disputano, ma tutte le squadre ereditano i punti e la differenza reti delle partite precedentemente giocate. Pertanto Svezia e Svizzera partono da 2 punti in virtù delle vittorie rispettivamente su Austria e Ucraina.
| Hämeenlinna 2 gennaio 2004, ore 16:00 UTC+2 | Svezia | 4 – 0 (0-0; 3-0; 1-0) referto | Ucraina | Ritari-areena (718 spett.) |

| Hämeenlinna 2 gennaio 2004, ore 19:30 UTC+2 | Svizzera | 6 – 2 (3-1; 3-1; 0-0) referto | Austria | Ritari-areena (771 spett.) |

| Hämeenlinna 4 gennaio 2004, ore 15:00 UTC+2 | Austria | 2 – 2 (1-1; 1-0; 0-1) referto | Ucraina | Ritari-areena (732 spett.) |

| Hämeenlinna 4 gennaio 2004, ore 18:30 UTC+2 | Svezia | 4 – 3 (0-1; 2-2; 2-0) referto | Svizzera | Ritari-areena (755 spett.) |

| Pos. |          | PG | V | N | P | GF | GS | DR  | Pt |
| 1.   | Svezia   | 3  | 3 | 0 | 0 | 15 | 3  | +12 | 6  |
| 2.   | Svizzera | 3  | 2 | 0 | 1 | 20 | 6  | +14 | 4  |
| 3.   | Austria  | 3  | 0 | 1 | 2 | 4  | 15 | -11 | 1  |
| 4.   | Ucraina  | 3  | 0 | 1 | 2 | 2  | 17 | -15 | 1  |

### Fase ad eliminazione diretta
|  | Quarti di finale | Quarti di finale | Quarti di finale |  |  | Semifinali | Semifinali  | Semifinali |  |  | Finali          | Finali          | Finali          |
|  |                  |                  |                  |  |  |            |             |            |  |  |                 |                 |                 |
|  |                  |                  |                  |  |  | A1         | Stati Uniti | 2          |  |  |                 |                 |                 |
|  | B2               | Finlandia        | 4                |  |  | B2         | Finlandia   | 1          |  |  |                 |                 |                 |
|  | A3               | Russia           | 3                |  |  |            |             |            |  |  | A1              | Stati Uniti     | 4               |
|  |                  |                  |                  |  |  |            |             |            |  |  | B1              | Canada          | 3               |
|  |                  |                  |                  |  |  | B1         | Canada      | 7          |  |  |                 |                 |                 |
|  | A2               | Slovacchia       | 2                |  |  | B3         | Rep. Ceca   | 1          |  |  | Finale 3° posto | Finale 3° posto | Finale 3° posto |
|  | B3               | Rep. Ceca        | 4                |  |  |            |             |            |  |  | B2              | Finlandia       | 2               |
|  |                  |                  |                  |  |  |            |             |            |  |  | B3              | Rep. Ceca       | 1               |

#### Quarti di finale
| Helsinki 2 gennaio 2004, ore 16:00 UTC+2 | Slovacchia | 2 – 4 (1-1; 1-3; 0-0) referto | Rep. Ceca | Helsingin jäähalli (4.502 spett.) |

| Helsinki 2 gennaio 2004, ore 20:00 UTC+2 | Finlandia | 4 – 3 (1-1; 1-1; 2-1) referto | Russia | Helsingin jäähalli (5.720 spett.) |

#### Semifinali
| Helsinki 3 gennaio 2004, ore 15:00 UTC+2 | Canada | 7 – 1 (2-1; 1-0; 4-0) referto | Rep. Ceca | Helsingin jäähalli (4.911 spett.) |

| Helsinki 3 gennaio 2004, ore 19:00 UTC+2 | Stati Uniti | 2 – 1 (1-0; 0-0; 1-1) referto | Finlandia | Helsingin jäähalli (6.965 spett.) |

#### Finale per il 5º posto
| Helsinki 4 gennaio 2004, ore 15:00 UTC+2 | Russia | 3 – 2 (0-0; 2-1; 1-1) referto | Slovacchia | Helsingin jäähalli (1.940 spett.) |

#### Finale per il 3º posto
| Helsinki 5 gennaio 2004, ore 15:00 UTC+2 | Rep. Ceca | 1 – 2 (0-0; 1-0; 0-2) referto | Finlandia | Helsingin jäähalli (7.000 spett.) |

#### Finale
| Helsinki 5 gennaio 2004, ore 19:00 UTC+2 | Canada | 3 – 4 (1-1; 2-0; 0-3) referto | Stati Uniti | Helsingin jäähalli (7.364 spett.) |

### Classifica marcatori
Legenda: PG = Partite giocate, G = gol, A = assist, Pt = Punti, +/- = Plus/Minus, MP = Minuti di penalità
| Giocatore           | PG | G | A | Pt | +/− | MP |
| ------------------- | -- | - | - | -- | --- | -- |
| Nigel Dawes         | 6  | 6 | 5 | 11 | +10 | 0  |
| Zach Parise         | 6  | 5 | 6 | 11 | +7  | 4  |
| Anthony Stewart     | 6  | 5 | 6 | 11 | +11 | 2  |
| Valtteri Filppula   | 7  | 4 | 5 | 9  | +3  | 2  |
| Sami Lepistö        | 7  | 4 | 4 | 8  | +10 | 10 |
| Patrik Bärtschi     | 6  | 3 | 5 | 8  | +6  | 0  |
| Jeff Carter         | 6  | 5 | 2 | 7  | +5  | 2  |
| Aleksandr Ovečkin   | 6  | 5 | 2 | 7  | +2  | 25 |
| Sergej Anšakov      | 6  | 5 | 2 | 7  | +3  | 0  |
| Gianni Ehrensperger | 6  | 5 | 2 | 7  | +8  | 2  |

Fonte: IIHF.com

### Classifica finale
| Pos | Squadra     |
| --- | ----------- |
| 1   | Stati Uniti |
| 2   | Canada      |
| 3   | Finlandia   |
| 4   | Rep. Ceca   |
| 5   | Russia      |
| 6   | Slovacchia  |
| 7   | Svezia      |
| 8   | Svizzera    |
| 9   | Germania    |
| 10  | Bielorussia |

| Promosse nel Gruppo A:         | Germania | Bielorussia |
| Retrocesse in Prima Divisione: | Austria  | Ucraina     |

#### Riconoscimenti
Riconoscimenti individuali
| Premio                  | Giocatore    |
| ----------------------- | ------------ |
| Miglior giocatore (MVP) | Zach Parise  |
| Miglior portiere        | Al Montoya   |
| Miglior difensore       | Sami Lepistö |
| Miglior attaccante      | Zach Parise  |

All-Star Team
| Attacco:  | Zach Parise – Valtteri Filppula – Jeff Carter |
| Difesa:   | Dion Phaneuf – Sami Lepistö                   |
| Portiere: | Al Montoya                                    |

## Prima Divisione
Il Campionato di Prima Divisione si è svolto in due gironi all'italiana. Il Gruppo A ha giocato a Berlino, in Germania, fra il 14 e il 20 dicembre 2003. Il Gruppo B ha giocato a Briançon, in Francia, fra il 13 e il 19 dicembre 2003:

### Gruppo A
| Pos. |            | PG | V | N | P | GF | GS | DR  | Pt |
| 1.   | Germania   | 5  | 3 | 2 | 0 | 29 | 10 | +19 | 8  |
| 2.   | Danimarca  | 5  | 3 | 1 | 1 | 23 | 16 | +7  | 7  |
| 3.   | Slovenia   | 5  | 3 | 0 | 2 | 18 | 19 | -1  | 6  |
| 4.   | Lettonia   | 5  | 2 | 2 | 1 | 35 | 19 | +16 | 6  |
| 5.   | Kazakistan | 5  | 1 | 1 | 3 | 16 | 19 | -3  | 3  |
| 6.   | Ungheria   | 5  | 0 | 0 | 5 | 8  | 46 | -38 | 0  |

### Gruppo B
| Pos. |             | PG | V | N | P | GF | GS | DR  | Pt |
| 1.   | Bielorussia | 5  | 5 | 0 | 0 | 34 | 11 | +23 | 10 |
| 2.   | Norvegia    | 5  | 3 | 0 | 2 | 21 | 10 | +11 | 6  |
| 3.   | Francia     | 5  | 3 | 0 | 2 | 22 | 16 | +6  | 6  |
| 4.   | Italia      | 5  | 3 | 0 | 2 | 15 | 18 | -3  | 6  |
| 5.   | Estonia     | 5  | 1 | 0 | 4 | 9  | 33 | -24 | 2  |
| 6.   | Giappone    | 5  | 0 | 0 | 5 | 9  | 22 | -13 | 0  |

| Promosse nel Gruppo A:           | Germania | Bielorussia |
| Retrocesse in Seconda Divisione: | Ungheria | Giappone    |

## Seconda Divisione
Il Campionato di Seconda Divisione si è svolto in due gironi all'italiana. Il Gruppo A ha giocato a Sosnowiec, in Polonia, fra il 28 dicembre 2003 e il 3 gennaio 2004. Il Gruppo B ha giocato ad Elektrėnai e a Kaunas, in Lituania, fra il 5 e l'11 gennaio 2004:

### Gruppo A
| Pos. |             | PG | V | N | P | GF | GS | DR  | Pt |
| 1.   | Polonia     | 5  | 5 | 0 | 0 | 59 | 4  | +55 | 10 |
| 2.   | Romania     | 5  | 3 | 1 | 1 | 44 | 16 | +28 | 7  |
| 3.   | Paesi Bassi | 5  | 3 | 0 | 2 | 32 | 19 | +13 | 6  |
| 4.   | Spagna      | 5  | 2 | 1 | 2 | 21 | 32 | -11 | 5  |
| 5.   | Belgio      | 5  | 1 | 0 | 4 | 16 | 31 | -15 | 2  |
| 6.   | Islanda     | 5  | 0 | 0 | 5 | 10 | 80 | -70 | 0  |

### Gruppo B
| Pos. |                     | PG | V | N | P | GF | GS | DR  | Pt |
| 1.   | Regno Unito         | 5  | 5 | 0 | 0 | 38 | 5  | +33 | 10 |
| 2.   | Corea del Sud       | 5  | 4 | 0 | 1 | 45 | 7  | +38 | 8  |
| 3.   | Croazia             | 5  | 2 | 0 | 3 | 18 | 18 | 0   | 4  |
| 4.   | Serbia e Montenegro | 5  | 2 | 0 | 3 | 15 | 21 | -6  | 4  |
| 5.   | Lituania            | 5  | 2 | 0 | 3 | 12 | 25 | -13 | 4  |
| 6.   | Sudafrica           | 5  | 0 | 0 | 5 | 4  | 56 | -52 | 0  |

| Promosse in Prima Divisione:   | Polonia | Regno Unito |
| Retrocesse in Terza Divisione: | Islanda | Sudafrica   |

## Terza Divisione
Il Campionato di Terza Divisione si è svolto si è svolto in un unico girone all'italiana a Sofia, in Bulgaria, fra il 5 e l'11 gennaio 2004:
| Pos. |               | PG | V | N | P | GF | GS | DR  | Pt |
| 1.   | Australia     | 5  | 5 | 0 | 0 | 42 | 13 | +29 | 10 |
| 2.   | Cina          | 5  | 4 | 0 | 1 | 41 | 20 | +21 | 8  |
| 3.   | Messico       | 5  | 3 | 0 | 2 | 25 | 16 | +9  | 6  |
| 4.   | Turchia       | 5  | 1 | 0 | 4 | 10 | 38 | -28 | 2  |
| 5.   | Bulgaria      | 5  | 1 | 0 | 4 | 13 | 34 | -21 | 2  |
| 6.   | Nuova Zelanda | 5  | 1 | 0 | 4 | 10 | 30 | -20 | 2  |

| Promosse in Seconda Divisione:      | Australia | Cina      |
| Retrocesse dalla Seconda Divisione: | Islanda   | Sudafrica |